# الركيطة (الكريمات)
الركيطة هي إحدى مشيخات المملكة المغربية، تتبع جغرافيا لإقليم الصويرة وإداريًا لالكريمات. يقدر عدد سكانها بـ 6299 نسمة حسب الإحصاء الرسمي للسكان والسكنى لسنة 2004.